# Elezioni generali a Palau del 2024
Le elezioni generali a Palau del 2024 si sono tenute il 5 novembre per il rinnovo della Presidenza, della Vicepresidenza e del parlamento del paese, il Congresso Nazionale.
Il Presidente uscente, Surangel Whipps Jr., essendo ancora al primo mandato, ha potuto ripresentarsi per la rielezione, vendendo contestualmente riconfermato in carica, già al primo turno, con ben il 58,09% dei voti.

## Sistema elettorale

### Presidenziali e Vicepresidenziali
Per le elezioni presidenziali e Vicepresidenziali, la legge elettorale palauana prevede l’applicazione di un sistema maggioritario a doppio turno: per essere eletti, infatti, è necessaria la maggioranza assoluta delle preferenze (50%+1). Tuttavia, qualora ciò non avvenga, si attua un secondo turno di votazione tra i primi due candidati.

### Parlamentari

#### Camera dei Delegati
Per l’elezione della Camera dei Delegati, la camera bassa del Congresso Nazionale, la legge elettorale palauana prevede l’applicazione di un sistema maggioritario secco in 16 collegi uninominali.

#### Senato
Per l’elezione del Senato, la camera alta del Congresso Nazionale, la legge elettorale palauana prevede, invece, l’applicazione di un “sistema maggioritario plurinominale a blocchi” in un collegio unico nazionale e venendo dunque attribuita agli elettori la facoltà di esprimere a piacimento ben 13 preferenze.

### Disposizioni contingenti
In definitiva, dunque, per il fatto che le varie elezioni esecutive e legislative sono completamente distinte l’una dall’altra, è chiaramente ammesso il voto disgiunto, e dunque la possibilità che possa generarsi, nonostante l’apartiticità dei candidati, una sorta di coabitazione, sia esecutiva che inter-congressuale.

## Risultati

### Presidenziali
| Surangel Whipps Jr.      | Indipendente    | 4 323  | 58,09 |  |  |  |  |  |
| Thomas Remengesau Jr.    | Indipendente    | 3 106  | 41,74 |  |  |  |  |  |
| Candidati non registrati | —               | 13     | 0,17  |  |  |  |  |  |
| Totale                   | Totale          | 7 442  | 100   |  |  |  |  |  |
|                          |                 |        |       |  |  |  |  |  |
| Voti non validi          | Voti non validi | 71     | 0,95  |  |  |  |  |  |
| Votanti                  | Votanti         | 7 513  | 44,41 |  |  |  |  |  |
| Elettori                 | Elettori        | 16 916 |       |  |  |  |  |  |

### Vicepresidenziali
| Raynold Oilouch          | Indipendente    | 5 242  | 71,81 |  |  |  |  |  |
| Uduch Sengebau Senior    | Indipendente    | 2 043  | 27,99 |  |  |  |  |  |
| Candidati non registrati | —               | 15     | 0,21  |  |  |  |  |  |
| Totale                   | Totale          | 7 300  | 100   |  |  |  |  |  |
|                          |                 |        |       |  |  |  |  |  |
| Voti non validi          | Voti non validi | 213    | 2,84  |  |  |  |  |  |
| Votanti                  | Votanti         | 7 513  | 44,41 |  |  |  |  |  |
| Elettori                 | Elettori        | 16 916 |       |  |  |  |  |  |

NOTA: Uduch Sengebau Senior concorreva quale Vicepresidente uscente di Surangel Whipps Jr., Raynold Oilouch quale Vicepresidente dello sfidante Thomas Remengesau Jr..

### Parlamentari

#### Camera dei Delegati
| Circoscrizione  | Candidato                  | Voti   | %     | Esito                |
| --------------- | -------------------------- | ------ | ----- | -------------------- |
| Kayangel        | Noah Kemesong              | 137    | 64,62 | ✔️ Eletta/o          |
| Kayangel        | Wayland Dulei Keizi        | 75     | 35,38 | ❌ Non eletta/o (2º) |
| Ngarchelong     | Timothy R. Sinsak          | 387    | 85,82 | ✔️ Eletta/o          |
| Ngarchelong     | Candidati non registrati   | 65     | 14,38 | —                    |
| Ngaraard        | Gibson Kanai               | 280    | 57,14 | ✔️ Eletta/o          |
| Ngaraard        | Wilbert Ngirakamerang      | 209    | 42,65 | ❌ Non eletta/o (2º) |
| Ngaraard        | Candidati non registrati   | 1      | 0,21  | —                    |
| Ngiwal          | Ellender Ngirameketii      | 140    | 40,35 | ✔️ Eletta/o          |
| Ngiwal          | Masasinge Arurang          | 117    | 33,72 | ❌ Non eletta/o (2º) |
| Ngiwal          | Elmis Mesubed Bechab       | 50     | 14,41 | ❌ Non eletta/o (3º) |
| Ngiwal          | Eugene “Usin” Termeteet    | 40     | 11,53 | ❌ Non eletta/o (4º) |
| Melekeok        | Silverius Ouch Tellei      | 216    | 60,84 | ✔️ Eletta/o          |
| Melekeok        | Frutoso “Toto” Tellei      | 138    | 38,88 | ❌ Non eletta/o (2º) |
| Melekeok        | Candidati non registrati   | 1      | 0,28  | —                    |
| Ngchesar        | Rebecca Sebalt Ngirmechaet | 137    | 50,74 | ✔️ Eletta/o          |
| Ngchesar        | Sabino Anastacio           | 133    | 49,26 | ❌ Non eletta/o (2º) |
| Airai           | Stephanie Ngirchoimei      | 299    | 40,96 | ✔️ Eletta/o          |
| Airai           | Raplh F. Kanai             | 129    | 17,67 | ❌ Non eletta/o (2º) |
| Airai           | Johana Ngiruchelbad        | 129    | 17,67 | ❌ Non eletta/o (3º) |
| Airai           | Wiliander Ngotel           | 85     | 11,64 | ❌ Non eletta/o (4º) |
| Airai           | Reagan Sidoi               | 85     | 11,64 | ❌ Non eletta/o (5º) |
| Airai           | Candidati non registrati   | 3      | 0,41  | —                    |
| Ngardmau        | Blesoch Aderkeroi          | 84     | 35,44 | ✔️ Eletta/o          |
| Ngardmau        | Fermin R. Meriang          | 81     | 34,18 | ❌ Non eletta/o (2º) |
| Ngardmau        | Dodger Kumangai            | 71     | 29,96 | ❌ Non eletta/o (3º) |
| Ngardmau        | Candidati non registrati   | 1      | 0,42  | —                    |
| Ngaremlengui    | Portia Franz Kesolei       | 180    | 59,21 | ✔️ Eletta/o          |
| Ngaremlengui    | Swenny Ongidobel           | 124    | 40,79 | ❌ Non eletta/o (2º) |
| Ngatpang        | Francesca Ruluked Otong    | 133    | 55,88 | ✔️ Eletta/o          |
| Ngatpang        | John Techitong             | 105    | 44,12 | ❌ Non eletta/o (2º) |
| Aimeliik        | Warren S. Umetaro          | 84     | 98,54 | ✔️ Eletta/o          |
| Aimeliik        | Candidati non registrati   | 4      | 1,46  | —                    |
| Koror           | Mengkur W. Rechelulk       | 1.301  | 52,35 | ✔️ Eletta/o          |
| Koror           | Joseph “Joe” Aitaro        | 1.180  | 47,48 | ❌ Non eletta/o (2º) |
| Koror           | Candidati non registrati   | 4      | 0,17  | —                    |
| Peleliu         | Nace N. Soalablai          | 264    | 66,17 | ✔️ Eletta/o          |
| Peleliu         | Serelina Bota Ridep        | 133    | 33,33 | ❌ Non eletta/o (2º) |
| Peleliu         | Candidati non registrati   | 2      | 0,50  | —                    |
| Angaur          | Mario S. Gulibert          | 111    | 63,79 | ✔️ Eletta/o          |
| Angaur          | Kennosuke A. Suzuki        | 61     | 35,06 | ❌ Non eletta/o (2º) |
| Angaur          | Candidati non registrati   | 2      | 1,15  | —                    |
| Sonsorol        | Yutaka Gibbons Jr.         | 118    | 96,72 | ✔️ Eletta/o          |
| Sonsorol        | Candidati non registrati   | 4      | 3,28  | —                    |
| Hatohobei       | Sebastian R. Marino        | 36     | 60,00 | ✔️ Eletta/o          |
| Hatohobei       | Candidati non registrati   | 24     | 40,00 | —                    |
| Totale          | Totale                     | 6.963  | 100   | 16                   |
| Voti non validi | Voti non validi            | 364    | 4,97  |                      |
| Votanti         | Votanti                    | 7.327  | 43,31 |                      |
| Elettori        | Elettori                   | 16.916 |       |                      |

#### Senato
| Candidato                     | Voti    | %     | Esito                |
| ----------------------------- | ------- | ----- | -------------------- |
| Steve Kuartei                 | 5.224   | 4,64  | ✔️ Eletta/o          |
| Mason Ngirchechebangel Whipps | 5.019   | 4,45  | ✔️ Eletta/o          |
| Andrew Tabelual               | 4.742   | 4,21  | ✔️ Eletta/o          |
| Mark U. Rudimch               | 4.621   | 4,10  | ✔️ Eletta/o          |
| Brian Melairei                | 4.088   | 3,63  | ✔️ Eletta/o          |
| Kazuki L. Topps Sungino       | 4.070   | 3,61  | ✔️ Eletta/o          |
| Siegfried Bai Nakamura        | 4.053   | 3,60  | ✔️ Eletta/o          |
| Secilil Eldebechel            | 4.048   | 3,59  | ✔️ Eletta/o          |
| Ann Latii Pedro               | 4.039   | 3,58  | ✔️ Eletta/o          |
| TJ Imrur Remengesau           | 4.003   | 3,55  | ✔️ Eletta/o          |
| Salvador Sadoi Tellames       | 3.929   | 3,49  | ✔️ Eletta/o          |
| Lentcer Basilius              | 3.884   | 3,45  | ✔️ Eletta/o          |
| Rukebai Kikuo Skey Inabo      | 3.787   | 3,36  | ✔️ Eletta/o          |
| Altri candidati               | 34.422  | 49,27 | ❌ Non eletta/o (—º) |
| Candidati non registrati      | 695     | 0,77  | —                    |
| Totale                        | 90.624  | 100   | 13                   |
| Voti non validi               | 22.080  | 19,59 |                      |
| Voti emessi                   | 112.695 |       |                      |

NOTA: Il totale esposto, 112.695, non corrisponde al totale dei voti espressi dai cittadini, bensì la somma delle preferenze totali: poiché infatti il sistema elettorale palauano permette di esprimere fino a 13 preferenze per i candidati, ogni elettore può decidere autonomamente in merito (anche assegnandole tutte ad uno solo) ed il numero totale, conseguentemente, è maggiore.